# Defesa Nduma do Congo
Defesa Nduma do Congo, também conhecida como Mai-Mai Sheka, é uma milícia mai-mai que opera no leste da República Democrática do Congo como parte do conflito de Kivu.
A Defesa Nduma do Congo foi formada em 2009 pelo ex-comerciante de minerais Ntabo Ntaberi Sheka, de etnia Nyanga. Sheka afirma que o grupo foi formado para libertar as minas do Território de Walikale em Kivu do Norte.
Segundo as Nações Unidas, Sheka ordenou uma violação em massa de pelo menos 387 mulheres, homens e crianças durante um período de três dias em Walikale em 2010. Isto foi dito ser uma punição para os aldeões que colaboram com as forças do governo do Congo. Em 2011, Sheka foi adicionado a uma lista de sanções do Conselho de Segurança das Nações Unidas e um mandado foi emitido para sua prisão na República Democrática do Congo. Em 2017, Sheka rendeu-se em Kivu do Norte.
O Conselho de Segurança da ONU documentou numerosos casos de recrutamento de crianças-soldados pela Defesa Nduma do Congo. De acordo com um relatório de 2014, as crianças deveriam carregar munição e agir como talismã, bem como servir de "combatentes, cozinheiros, agricultores de maconha e coletores de impostos". As crianças eram mantidas pelo grupo por meio de uma mistura de ameaças à família ou pagamento de $ 10-12 por mês.
Ademais, uma cisão em 2014 conduziria a criação de um novo grupo, a Defesa Nduma do Congo-Rénové, criado pelo ex-deputado Guidon (ou Guido). Estes, seriam acusados de intimidação de eleitores na eleição geral de 2018.